# Манфред Шнайдер
Манфред Шнайдер (нім. Manfred Schneider, 9 жовтня 1941) — німецький академічний веслувальник.
Бронзовий призер Олімпійських Ігор 1972 року в складі вісімки, учасник 1968 року.
Срібний призер Чемпіонату Європи 1971 року в складі розпашної четвірки зі стерновим.